# Мисс Россия 2013
Мисс Россия 2013 — 21-й национальный конкурс красоты Мисс Россия, финал которого состоялся 2 марта 2013 года в концертном зале «Барвиха Luxury Village». Телевизионная трансляция конкурса прошла 8 марта на телеканале НТВ. В финале конкурса приняли участие 50 участниц из разных регионов России.

## Результаты конкурса
| Итоговое место   | Участница |
| ---------------- | --- |
| Мисс Россия 2013 | - Междуреченск — Эльмира Абдразакова |
| 1 Вице-Мисс      | - Ярославль — Анастасия Языкова |
| 2 Вице-Мисс      | - Калмыкия — Ирина Туманова |
| Топ 10           | - Москва — Елизавета Кузнецова - Петропавловск-Камчатский — Алина Цой - Тюменская область — Маргарита Маслякова - Тюмень — Алина Бузолина - Московская область — Алёна Ромащенко - Ростов-на-Дону — Валентина Расулова - Иваново — Юлия Пушкова |
| Топ 15           | - Пермский край — Екатерина Гауф - Калининградская область — Анна Кудрявцева - Санкт-Петербург — Юлия Лебедева - Тольятти — Валерия Лебакина - Волгоград — Анна Рябцева                                                                         |

### Жюри
Конкурс судило жюри в составе:
- Дмитрий Маликов — народный артист России, певец, композитор, пианист
- Аркадий Новиков — ресторатор
- Регина фон Флемминг — Генеральный директор издательского дома Axel Springler Russia
- Валентин Юдашкин — кутюрье и народный художник России
- Анастасия Мыскина — заслуженный мастер спорта по теннису, телеведущая
- Юй Вэнься — Мисс Мира 2012
- Оливия Кульпо — Мисс Вселенная 2012

### Список участниц
| №  | Имя                  | Город                      | Возраст (лет) | Рост (см) | Место                                             |
| -- | -------------------- | -------------------------- | ------------- | --------- | ------------------------------------------------- |
| 1  | Елизавета Кузнецова  | Москва                     | 20            | 178       | Топ-10                                            |
| 2  | Екатерина Варшавская | Кемерово                   | 20            | 178       | Мисс читательских симпатий «Комсомольской правды» |
| 3  | Наталья Олесова      | Республика Саха (Якутия)   | 21            | 178       |                                                   |
| 4  | Алла Кирдиянова      | Рубцовск                   | 21            | 177       |                                                   |
| 5  | Ирина Визгалова      | Екатеринбург               | 21            | 179       |                                                   |
| 6  | Ирина Гетманова      | Новосибирск                | 22            | 177       |                                                   |
| 7  | Анастасия Петрухина  | Республика Хакасия         | 20            | 177       |                                                   |
| 8  | Елизавета Учаева     | Мурманск                   | 21            | 177       |                                                   |
| 9  | Дарья Зацепина       | Астраханская область       | 19            | 177       |                                                   |
| 10 | Алина Цой            | Петропавловск-Камчатский   | 21            | 177       | Топ-10                                            |
| 11 | Ольга Кораблева      | Киров                      | 19            | 177       |                                                   |
| 12 | Маргарита Маслякова  | Тюменская область          | 18            | 176       | Топ-10                                            |
| 13 | Эльмира Абдразакова  | Междуреченск               | 18            | 175       | Мисс Россия 2013                                  |
| 14 | Екатерина Бочкарева  | Самарская область          | 18            | 176       |                                                   |
| 15 | Алина Бузолина       | Тюмень                     | 19            | 175       | Топ-10                                            |
| 16 | Диана Краснова       | Республика Татарстан       | 19            | 175       |                                                   |
| 17 | Мария Пучина         | Великий Новгород           | 20            | 176       |                                                   |
| 18 | Таисия Загорская     | Хабаровск                  | 21            | 178       |                                                   |
| 19 | Анна Кушнаренко      | Казань                     | 21            | 175       |                                                   |
| 20 | Екатерина Гауф       | Пермский край              | 18            | 177       | Топ-15                                            |
| 21 | Вероника Истомина    | Челябинск                  | 19            | 176       |                                                   |
| 22 | Лиана Переверзева    | Республика Северная Осетия | 22            | 180       |                                                   |
| 23 | Дарья Мухачева       | Иркутск                    | 20            | 178       |                                                   |
| 24 | Алёна Ромащенко      | Московская область         | 22            | 178       | Топ-10                                            |
| 25 | Анастасия Визнюк     | Брянск                     | 20            | 178       |                                                   |
| 26 | Лилия Хамидуллина    | Самара                     | 21            | 181       |                                                   |
| 27 | Татьяна Русина       | Барнаул                    | 23            | 183       |                                                   |
| 28 | Марина Таболина      | Магнитогорск               | 21            | 180       |                                                   |
| 29 | Екатерина Габова     | Пермь                      | 22            | 178       |                                                   |
| 30 | Ярослава Лесковская  | Свердловская область       | 22            | 179       |                                                   |
| 31 | Анастасия Корчагина  | Новосибирская область      | 21            | 177       |                                                   |
| 32 | Анна Кудрявцева      | Калининградская область    | 19            | 176       | Топ-15                                            |
| 33 | Анастасия Горшкова   | Новокузнецк                | 20            | 176       |                                                   |
| 34 | Елена Стрельникова   | Кострома                   | 20            | 176       |                                                   |
| 35 | Мария Чижикова       | Южно-Сахалинск             | 19            | 178       |                                                   |
| 36 | Ирина Туманова       | Калмыкия                   | 18            | 177       | Вторая Вице-Мисс России                           |
| 37 | Валентина Расулова   | Ростов-на-Дону             | 18            | 176       | Топ-10                                            |
| 38 | Анастасия Мурафа     | Краснодар                  | 18            | 178       |                                                   |
| 39 | Анастасия Языкова    | Ярославль                  | 18            | 175       | Первая Вице-Мисс России                           |
| 40 | Юлия Теслина         | Бийск                      | 18            | 175       |                                                   |
| 41 | Юлия Лебедева        | Санкт-Петербург            | 21            | 176       | Топ-15                                            |
| 42 | Татьяна Сухорукова   | Владивосток                | 21            | 178       |                                                   |
| 43 | Анастасия Евсеева    | Белгород                   | 22            | 177       |                                                   |
| 44 | Анастасия Маркелова  | Тула                       | 18            | 179       |                                                   |
| 45 | Алёна Крюкова        | Республика Алтай           | 19            | 177       |                                                   |
| 46 | Анна Гайсина         | Челябинская область        | 21            | 176       |                                                   |
| 47 | Валерия Лебакина     | Тольятти                   | 18            | 176       | Топ-15                                            |
| 48 | Алёна Бухтиярова     | Пенза                      | 18            | 177       |                                                   |
| 49 | Юлия Пушкова         | Иваново                    | 18            | 176       | Топ-10                                            |
| 50 | Анна Рябцева         | Волгоград                  | 21            | 178       | Топ-15                                            |